# Фрейтас, Рикелме
Рикелме Фрейтас дос Сантос (порт.-браз. Riquelme Freitas dos Santos; родился 13 августа 2006, Сан-Паулу) — бразильский футболист, атакующий полузащитник клуба «Гремио».

## Клубная карьера
Уроженец Сан-Паулу, Рикельме Фрейтас является воспитанником футбольной академии клуба «Гремио». 2 апреля 2024 года дебютировал в основном составе «Гремио» в матче Кубка Либертадорес против боливийского клуба «Стронгест».